# Sint-Barbarakapel (Offenbeek)
De Sint-Barbarakapel is een kapel in Offenbeek bij Reuver in de Nederlands Noord-Limburgse gemeente Beesel. De kapel staat aan de Pastoor Ceijssensstraat bij de Offenbekermarkt op ongeveer 75 meter ten noordoosten van de Onbevlekt Hart van Mariakerk.
De kapel is gewijd aan de heilige Barbara van Nicomedië.

## Geschiedenis
In 1934 werd er op de Offenbekermarkt een Sint-Barbarakapel gebouwd. Na 30 jaar werd de kapel afgebroken met de modernisering van de Offenbekermarkt.
In 2005 werd door buurtbewoners het initiatief genomen om een nieuwe kapel op te gaan richten. In 2012 werd gestart op enige tientallen meters van waar de oude kapel heeft gestaan met de bouw van de nieuwe kapel en deze werd op 19 oktober 2013 ingezegend door bisschop Frans Wiertz.

## Gebouw
De bakstenen kapel bestaat uit een schip van twee traveeën en een koor van een halve travee en een driezijdige koorsluiting. In iedere travee van de zijgevels van het schip en in de schuine gevels van de koorsluiting is een rondboogvenster aangebracht. Op de hoeken van de traveeën van het schip zijn steunberen geplaatst. Het schip wordt gedekt door een verzonken zadeldak met pannen en het koor door een iets lager pannendak. De frontgevel en de wand tussen het schip en het koor steken boven het dak uit. Hoog in de frontgevel is een kruis aangebracht met hieronder een trapsgewijze uitsparing in de gevel. In de frontgevel bevindt zich een rondboog met daarin de dubbele toegangsdeur en erboven in het spaarveld gemetselde tracering.
Van binnen is de kapel wit gepleisterd met houten lambrisering. Rond de vensters en de boog op de scheiding van het schip met het koor zijn de rode bakstenen zichtbaar. Tegen de achterwand is een marmeren altaar geplaatst. Boven het altaar staat een beeld van de heilige Barbara van Nicomedië. De draagt witte onderkleding met daarover een groen gewaad en een rode mantel. Bij haar rechtervoet staat een torentje.